# Projets de réouverture ou de création de lignes ferroviaires en France
 (juin 2015).
Si vous disposez d'ouvrages ou d'articles de référence ou si vous connaissez des sites web de qualité traitant du thème abordé ici, merci de compléter l'article en donnant les références utiles à sa vérifiabilité et en les liant à la section « Notes et références ».

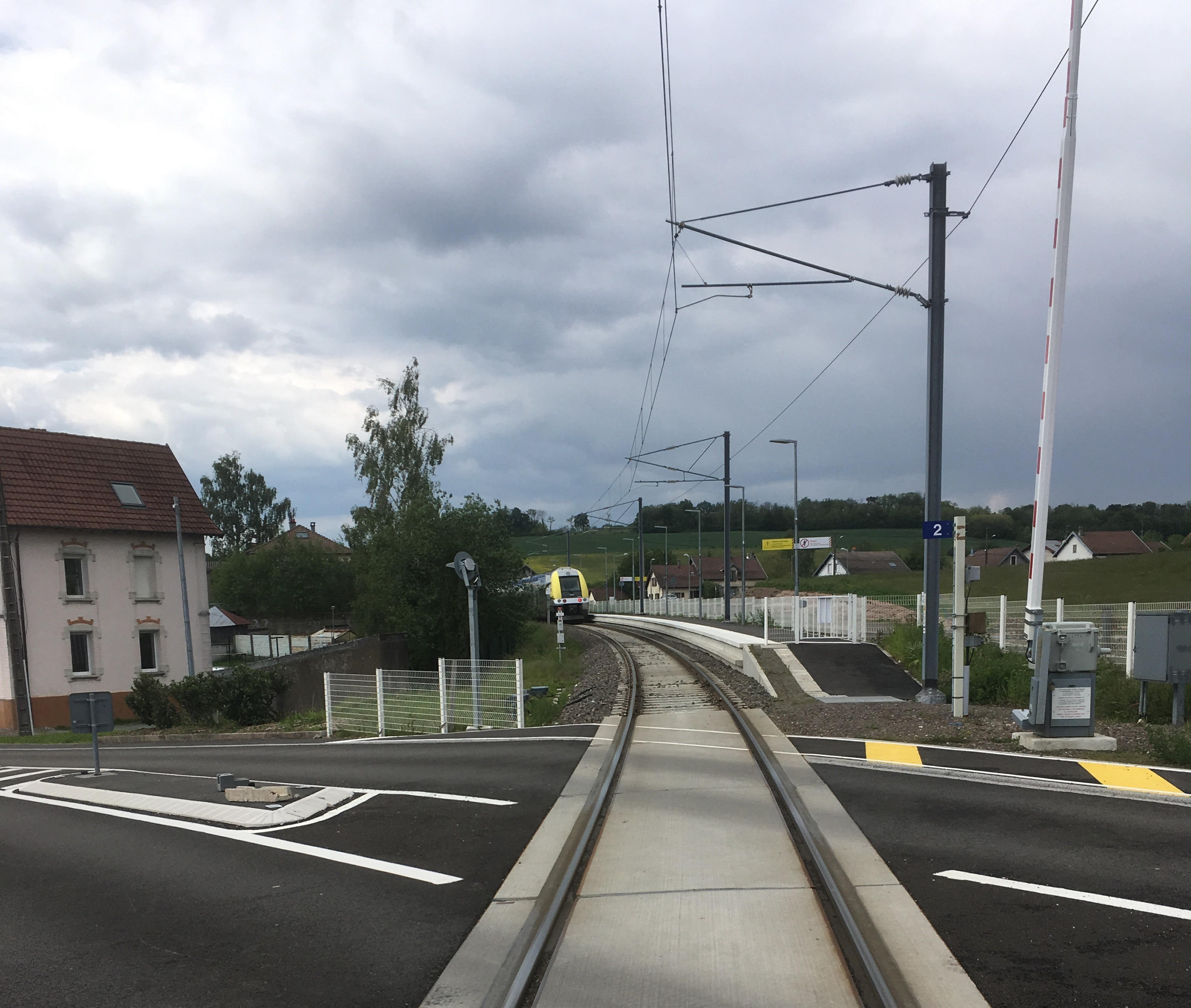
Train TER circulant sur la ligne rénovée de Belfort à Delle réouverte le 9 décembre 2018, quittant la halte ferroviaire de Danjoutin.

Les projets de réouvertures ou de créations de lignes ferroviaires traitent de l'ensemble des lignes ferroviaires françaises qui font l'objet d'études ou de travaux en vue de leur création, réouverture ou prolongement. Elle n'inclut pas les projets de nouvelles lignes à grande vitesse.
La France dispose aujourd'hui de 28 000 km environ de voies ferrées en service composant le réseau ferré national. Ce réseau a été réduit de 40 % depuis les années 1930, époque à laquelle il atteignait presque 50 000 km. Le réseau a en effet été recalibré en se reconcentrant sur les lignes radiales allant et partant de Paris tandis que les lignes et sections transversales ont été progressivement fermées, notamment du fait de l'essor de l'automobile, de l'exode rural et de la chute des compagnies de chemin de fer d'intérêt local. Certaines des anciennes et actuelles emprises ont été réutilisées depuis, notamment du fait de l'urbanisation galopante pendant l'époque des Trente Glorieuses, ce qui complique la tâche et augmente les coûts de reconstruction et de mise en service.

## Procédure de concertation et de réflexion
Chaque projet de réouverture de ligne est unique et peut présenter des défis techniques spécifiques qui nécessitent des solutions adaptées aux besoins de la population et de l'aménagement du territoire. Les autorités organisatrices de la mobilité, ainsi que les opérateurs ferroviaires, y compris SNCF Voyageurs, qui disposait historiquement d'un monopole sur l'exploitation des lignes ferroviaires régionales (TER) et nationales (Intercités, TGV) travaillent ensemble pour surmonter ces défis et mener à bien ces projets. Depuis 2020, certaines lignes ouvertes sont directement confiées à des entreprises différentes (par exemple la ligne 11 du tramway d'Île-de-France).
Les étapes principales avant la mise en service sont nombreuses et dépendent de la taille du projet, de l'état de l'infrastructure existantes et du nombre d'acteurs et collectivités locales concernées,. Il est à noter que les installations et emprises ferroviaires doivent être mises aux normes actuelles de sécurité et d'urbanisme, qui imposent dans certains cas de supprimer des passages à niveau, de limiter les nuisances sonores aux riverains de la ligne, ou encore de mettre aux normes d'accessibilité PMR les gares et haltes ferroviaires.
- Concertation locale préliminaire, y compris dialogue avec les habitants et les parties prenantes du projet ;
- Montage du projet de financement ;
- Etudes préliminaires ;
- Procédure d'enquête publique, étude environnementale, déclaration d'utilité publique (DUP) ;
- Travaux préliminaires : dégagement de l'emprise, études techniques détaillées,
- Appels d'offres et attribution des lots de construction ;
- Travaux de génie civil, y compris remplacement du voies et du ballast, réhabilitation des ouvrages d'art (ponts, tunnels, viaducs), rénovation des gares et équipements de signalisation et de télécommunication ;
- Essais et homologation de la voies et du matériel roulant, y compris marche à blanc et formation du personnel ;
- Inauguration et ouverture officielle de l'exploitation commerciale.

L'ensemble de ces étapes dure en général entre 5  et   10 ans, avec une durée moyenne de travaux de trois ans, en se basant sur les trois derniers projets terminées de réouverture : ligne de Belfort à Delle (3 ans), ligne de la rive droite du Rhône (3 ans pour une réouverture partielle), ou ligne Orléans-Chartres (pour le tronçon Chartres-Voves) (3 ans).
Cette durée peut augmenter dans le cas de dérapages de coûts, d'incidents découverts pendant la phase de travaux préliminaires ou de génie civil, ou encore de contestation citoyenne des projets.

## Modes de financement
Le financement des réouvertures de lignes ferroviaires implique l'association de nombreux acteurs et s'avère particulièrement complexe, notamment du fait la nécessité de trouver un équilibre entre les investissements nécessaires à la modernisation du réseau et les recettes d'exploitation envisagées, ce qui pousse l'échelon national et européen à devoir souvent apporter des subventions complémentaires pour assurer la pérennité de ces financements et limiter la charge financière pesant sur les collectivités territoriales qui doivent limiter le poids de leur section budgétaire de fonctionnement, notamment pour l'achat du matériel roulant.

### Financements et subventions publiques
- L’État français : Il intervient souvent dans le financement des infrastructures ferroviaires à travers des subventions directes ou des programmes spécifiques, notamment dans le cadre des contrats de plan Etat-Région Par exemple, le plan d'investissement d'avenir France 2030 a provoqué le soutien à des projets de trains légers et de systèmes ferroviaires adaptés aux petites lignes, tandis qu'un nouveau plan de soutien de 100 milliards d'euros sur 10 ans a été annoncé en avril 2023 par le président Emmanuel Macron[10].
- Les collectivités territoriales : Les régions, en particulier, jouent un rôle clé dans le financement des projets ferroviaires, car elles sont compétentes en matière de transports régionaux de voyageurs en tant que cheffes de file mobilité à l'échelon régional depuis la loi d'orientation des mobilités (LOM) du 24 décembre 2019. Elles peuvent financer les projets par le biais de leurs budgets sur le section d'investissement ou de fonctionnements ou en contractant des emprunts bancaires auprès des établissements bancaires privés ou de la Banque des Territoires[9].
- L’Union européenne : Elle contribue au financement des projets ferroviaires par le biais de fonds structurels et d’investissement européens, tels que le Fonds européen de développement régional (FEDER) ou le mécanisme pour l’interconnexion en Europe (MIE).

### Financements privés
- Partenariats public-privé (PPP) : Sous la forme de marchés de partenariat, ils permettent de mobiliser des capitaux privés pour la construction ou la rénovation d’infrastructures, avec un partage des risques entre le secteur public et le secteur privé, notamment sous la forme d'une société de projets ad-hoc pour le projet de LGV SEA entre Tours et Bordeaux (société LISEA)[11].
- Investissements directs : Des entreprises privées peuvent investir dans des projets ferroviaires, souvent en échange de concessions ou de droits d’exploitation.
- Sociétés de financement spécifiques : Des établissements publics locaux peuvent être créés pour financer des projets ferroviaires d’envergure, comme c’est le cas pour le Grand projet ferroviaire du Sud-Ouest (GPSO)[12].

## Contraintes et critiques

### Coût financier
Le coût de reconstruction ou de création peut être élevé (100 millions d'euros pour 23 km sur la ligne Belfort-Delle par exemple) et varier selon plusieurs paramètres, notamment l'évolution du coût des matières premières et l'affinage des caractéristiques techniques finales du projet au stade des études, des travaux préliminaires ou encore des difficultés rencontrées lors de la phase des travaux, ou aussi des mesures de confinement pendant la crise pandémique de covid-19 par exemple dans le cas dans la regénération du la ligne Nantes-Bordeaux en 2020-2021. Plus que dans les projets de réouverture que de création de lignes ferroviaires.

### Impact environnemental et nuisances sonores
Lors de la construction ou de la modification significative de lignes ferroviaires mais aussi lors de la phase d'exploitation après mise en service, des obligations précises en matière de protection contre le bruit sont imposées au maître d’ouvrage. Ces mesures incluent la réduction des émissions sonores par des actions sur le matériel roulant et les infrastructures, la réduction de la propagation du bruit par la mise en place d’écrans anti-bruit ou de merlons, et l’amélioration de l’isolation acoustique des habitations des riverains, qui peuvent exprimer des inquiétudes sur les nuisances sonores induites par la reprise de circulation de matériel roulant. Ainsi, lors des travaux de réouverture de la ligne Belfort-Delle, réouverte en 2017, un expert acoustique est intervenu afin d'accompagner les demandes des habitants et de limiter l'impact sonore du projet en ajoutant des mesures supplémentaires à la charge du maître d'ouvrage.

## Liste par région

### Auvergne-Rhône-Alpes
| Nom de la ligne                                                    | Tronçon concerné                           | Utilisation actuelle | Utilisation future                 | Type de travaux                                               | État du projet                                        | Date de mise en service | Observations |
| ------------------------------------------------------------------ | ------------------------------------------ | -------------------- | ---------------------------------- | ------------------------------------------------------------- | ----------------------------------------------------- | ----------------------- | --- |
| Liaison ferroviaire transalpine Lyon - Turin                       | Saint-Jean-de-Maurienne <> Suse            | -                    | Voyageurs et fret                  | Ligne nouvelle                                                | En construction                                       | Horizon 2030            | Financement et tracé des voies d'accès au tunnel non encore arrêté                                              |
| Ligne de Longeray-Léaz au Bouveret (ligne du Tonkin)               | Évian-les-Bains <> Saint-Gingolph (Valais) | Fermée               | Léman Express / TER / Régional CFF | Réouverture                                                   | Études préliminaires et concertation espérée fin 2023 | Horizon 2030            | Comité de pilotage franco-suisse en travaux et projet soutenu par les collectivités locales et l'Etat du Valais |
| Contournement ferroviaire de l'agglomération lyonnaise             | Miribel <> Feyzin                          | -                    | Voyageurs et fret                  | Ligne nouvelle                                                | Études en cours                                       | -                       | Pas de calendrier arrêté (2023)                                                                                 |
| Ligne de Lyon-Croix-Rousse à Trévoux                               | Sathonay-Rillieux <> Trévoux               | Fermée               | BHNS                               | Suppression de la voie ferrée et remplacement par des autobus | Étude en cours                                        | 2025                    | |
| Ligne de Collonges - Fort-l'Écluse à Divonne-les-Bains (frontière) | Fort-l'Écluse-Collonges <> Chevry (Ain)    | Fermée               | RER                                | Réouverture                                                   | Étude en cours[réf. nécessaire]                       | Inconnue                | |
| Ligne de Givors-Canal à Grezan                                     | Givors <> Pont-Saint-Esprit                | Fret                 | TER et fret                        | Réouverture aux voyageurs (ouverte au fret)                   | Etudes en cours                                       | 2026                    | L'Etat et la Région Auvergne-Rhône-Alpes n'arrivent pas à se mettre d'accord sur les modalités de financement   |

### Bretagne
Le projet Liaisons nouvelles Ouest Bretagne-Pays de la Loire (LNOBPL) vise à fortement augmenter la part modale du train dans la Région en améliorant les liaisons radiales Brest <> Rennes, Quimper <> Rennes et Nantes <> Rennes, pour cela une modernisation de la voie ferrée, de la signatlisation et l'augmentation des circulation TER et TGV est nécessaire.
La Région Bretagne projette également de doubler l'offre en transport ferroviaire d'ici 2040 (+20 % d'ici 2030, +50 % d'ici 2035), avec notamment le projet BreizhGo Express Sud qui vise à proposer une offre cadencée en trains TER toutes les 20 minutes sur la pointe bretonne et 30 minutes entre Vannes et Quimper, ce qui implique de trouver une source de financement pour l'achat et la rénovation de matériel roulant.
Il n'y a en 2024 aucun projet de réouverture de ligne.
| Nom de la ligne                                         | Tronçon concerné  | Utilisation actuelle | Utilisation future | Type de travaux | État du projet                                                                           | Date de mise en service | Observations                                                                                     |
| ------------------------------------------------------- | ----------------- | -------------------- | ------------------ | --------------- | ---------------------------------------------------------------------------------------- | ----------------------- | ------------------------------------------------------------------------------------------------ |
| Ligne de Vitré à Pontorson                              | Vitré <> Fougères |                      | TER                | Réouverture     | Étude d'opportunité lancée en septembre 2019. Depuis, aucun résultat n'a été communiqué. | Inconnue                |                                                                                                  |
| Ligne de Saint-Brieuc à Pontivy Ligne d'Auray à Pontivy |                   |                      | TER et fret        |                 | Mobilisation de divers acteurs en faveur de la réouverture de la ligne.                  | Inconnue                | L'ensemble de ces deux lignes pour des circulations TER ; de Saint-Brieuc à Pontivy pour le fret |

### Bourgogne-Franche-Comté
Aucune étude n'est actuellement en cours pour d'éventuelles réouvertures ou créations de lignes dans la région, bien que SNCF Réseau ait investi 421 millions d'euros en 2023 pour la modernisation et la maintenance du réseau ferroviaire régional.
| Nom de la ligne                                | Tronçon concerné                 | Utilisation actuelle | Utilisation future | Type de travaux           | État du projet        | Date de mise en service | Observations |
| ---------------------------------------------- | -------------------------------- | -------------------- | ------------------ | ------------------------- | --------------------- | ----------------------- | ------------ |
| Ligne de Chalon-sur-Saône à Bourg-en-Bresse    | Chalon-sur-Saône <> Saint-Marcel |                      | TER                | Réouverture aux voyageurs | Aucune étude en cours | -                       |              |
| Ligne de Cravant - Bazarnes à Dracy-Saint-Loup | Avallon <> Dracy-Saint-Loup      |                      | Train touristique  | Réouverture aux voyageurs | Aucune étude en cours | -                       |              |

### Centre-Val de Loire
| Nom de la ligne                       | Tronçon concerné                 | Utilisation actuelle                               | Utilisation future     | Type de travaux                                                                                     | État du projet | Date de mise en service                                                                                                 | Observations                                                               |
| ------------------------------------- | -------------------------------- | -------------------------------------------------- | ---------------------- | --------------------------------------------------------------------------------------------------- | --- | --- | -------------------------------------------------------------------------- |
| Ligne de Chartres à Orléans           | Voves - Orléans                  |                                                    | TER et fret            | Réouverture aux voyageurs                                                                           | Réouverture effectuée | 2016 | Le tronçon entre Voves et Chartres a été remis en service voyageur en 2016 |
| Ligne d'Orléans à Gien                | Orléans <> Châteauneuf-sur-Loire |                                                    | TER et fret            | Réouverture aux voyageurs                                                                           | Une étude a été annoncée en 2018. Depuis, aucun résultat n'a été communiqué. | Inconnue |                                                                            |
| Ligne de La Loupe à Prey              | La Loupe - Senonches             |                                                    | Transport de Voyageurs | Réouverture aux voyageurs                                                                           | Le projet a démarré en 2020 par l'association "Senonches sur les rails", une étude de faisabilité a été lancée en 2021 par la région. Depuis, aucun résultat n'a été communiqué. | Inconnue |                                                                            |
| Ligne de Chartres à Dreux             | Chartres - Dreux                 |                                                    | TER et fret            | Réouverture aux voyageurs                                                                           | Une étude a été lancée par la région en 2021 pour rouvrir la ligne aux voyageurs Mais les résultats n'ont pas été rendus publics.                                                | Inconnue | Encore partiellement utilisée pour le fret                                 |
| Ligne de Joué-lès-Tours à Châteauroux | Loches - Buzançais               | Tours à Loches ~47km Chateauroux à Buzançais ~27km | TER                    | Réouverture aux voyageurs des 37 km désaffectés, permettant la jonction entre Châteauroux et Tours. | Non programmée ; aucune étude | Des mobilisations citoyennes ont porté le sujet à l'action des usagers et des élus. Soutenu par région et départements. | Utilisée sur ses deux extrémités, mais pas sur sa portion centrale.        |

### Corse
| Nom de la ligne                  | Tronçon concerné                       | Utilisation actuelle | Utilisation future | État du projet | Type de travaux | Date de mise en service                              | Observations           |
| -------------------------------- | -------------------------------------- | -------------------- | ------------------ | -------------- | --------------- | ---------------------------------------------------- | ---------------------- |
| Ligne de la côte orientale corse | Gare de Casamozza <> Gare de Bonifacio | -                    | TER                | Validé         | Réouverture     | Horizon 2025 jusqu'à Folelli, 2040 jusqu'à Bonifacio | Sur un tracé différent |

### Grand Est
| Nom de la ligne                                                                | Tronçon concerné                                                                            | Utilisation actuelle | Utilisation projetée | Type de travaux                                              | État du projet              | Date de mise en service | Observations |
| ------------------------------------------------------------------------------ | ------------------------------------------------------------------------------------------- | -------------------- | -------------------- | ------------------------------------------------------------ | --------------------------- | ----------------------- | --- |
| Ligne de Bollwiller à Lautenbach                                               | Bollwiller <> Lautenbach                                                                    | Fermée               | Tram-train           | Réouverture                                                  | À l'étude                   | inconnue                | Inscrit au Contrat de plan État-Région 2015-2020. L'étude relative à la réouverture de la ligne a été présentée le 25 septembre 2017. |
| Ligne de Colmar-Central à Neuf-Brisach                                         | Colmar à Volgelsheim (Neuf-Brisach)                                                         | Fret                 | TER                  | Réouverture aux voyageurs (ligne ouverte au service du fret) | À l'étude                   | inconnue                | Le projet est abandonné en 2011 de par son coût trop élevé. Le projet est ensuite relancé avec une étude publiée début 2019. La région fait réaliser des études préliminaires en 2023, des études d'avant projet sont financées dans le cadre du CPER 2021 - 2027. |
| Raccordement ferroviaire de l'aéroport international de Bâle-Mulhouse-Fribourg | Aéroport international de Bâle-Mulhouse-Fribourg <> ligne de Strasbourg-Ville à Saint-Louis | -                    | TER et TGV           | Création                                                     | À l'étude                   | inconnue                | Inscrit au Contrat de plan État-Région 2015-2020 |
| Ligne de Fontoy à Audun-le-Tiche                                               | Gare de Fontoy <> Gare d'Audun-le-Tiche                                                     | Fermée               | TER                  | Réouverture                                                  | Ébauche[réf. nécessaire]    | Inconnue                | |
| Ligne de Haguenau à Hargarten - Falck                                          | Niederbronn-les-Bains à Bitche Béning à Hargarten - Falck                                   | Fermée Fret          | TER                  | Réouverture aux voyageurs (ligne partiellement ouverte)      | Ébauche[réf. nécessaire]    | Inconnue                | Le projet a été relancé à cause d'une saturation des routes. Toute l'infrastructure serait à refaire. |
| Ligne de Laveline-devant-Bruyères à Gérardmer                                  | Gare de Laveline-devant-Bruyères <> Gare de Gérardmer                                       | Fermée               | TER                  | Réouverture                                                  | Ébauche[réf. nécessaire]    | Inconnue                | |
| Ligne de Metz-Ville à la frontière allemande vers Überherrn                    | Gare de Bouzonville <> Gare de Hargarten - Falck                                            | Fret                 | TER et fret          | Réouverture aux voyageurs (ouverte au fret)                  | Ébauche[réf. nécessaire]    | Inconnue                | |
| Ligne de Saint-Julien (Troyes) à Saint-Florentin - Vergigny                    | Gare de Troyes <> Gare de Saint-Florentin - Vergigny                                        | Fermée               | TER                  | Réouverture aux voyageurs ouverte au fret partiellement)     | Ébauche[réf. nécessaire]    | Inconnue                | |
| Ligne de Coolus à Sens                                                         | Gare de Troyes <> Coolus                                                                    | Fret                 | TER                  | Réouverture aux voyageurs ouverte au fret partiellement)     | Discussion[réf. nécessaire] | Inconnue                | |
| Ligne de Soissons à Givet                                                      | Gare de Givet <> Gare de Dinant                                                             | Fermée               | TER                  | Réouverture aux voyageurs                                    | Discussion[réf. nécessaire] | Inconnue                | |

### Hauts-de-France
| Nom de la ligne                        | Tronçon concerné                                | Utilisation actuelle | Utilisation projetée | Type de travaux | État du projet             | Date de mise en service                                                | Observations |
| -------------------------------------- | ----------------------------------------------- | -------------------- | -------------------- | --- | -------------------------- | ---------------------------------------------------------------------- | ------------ |
| Ligne Roissy - Picardie                | Survilliers <> Aéroport Charles-de-Gaulle 2 TGV |                      | TGV, TER             | Création | En construction            | Horizon 2026                                                           |              |
| Réseau express Hauts-de-France         | Lille-Flandres <> Sainte-Henriette              |                      | RER                  | Création | À l'étude[réf. nécessaire] | Vers 2030                                                              |              |
| Ligne d'Armentières à Arques           | Armentières <> Merville                         |                      | TER                  | Réouverture | À l'étude[réf. nécessaire] | Échéance inconnue                                                      |              |
| Ligne de Douai à Blanc-Misseron        | Valenciennes <> Quiévrain                       |                      | TER                  | Réouverture au service voyageurs de Valenciennes à Blanc-Misseron (ouverte au fret) et remise en service de la section transfrontalière Blanc-Misseron – Quiévrain (fermée à tout trafic) | À l'étude[réf. nécessaire] | Échéance inconnue                                                      |              |
| Ligne de Dunkerque-Locale à Bray-Dunes | Dunkerque <> Bray-Dunes                         |                      | TER                  | Réouverture | À l'étude[réf. nécessaire] | Échéance inconnue                                                      |              |
| Ligne d'Ormoy-Villers à Boves          | Ormoy-Villers <> bif. d'Ageux                   |                      | TER                  | Réouverture au service voyageurs régulier (section déjà ainsi utilisée en cas de détournements), actuellement ouverte au fret et électrifiée                                              | À l'étude[réf. nécessaire] | Échéance inconnue                                                      |              |
| Ligne de Saint-Omer-en-Chaussée à Vers | Saint-Omer-en-Chaussée <> Crèvecœur-le-Grand    |                      | Train touristique    | Réouverture au service voyageurs, avec réécartement métrique | En travaux                 | Ouvert de Crèvecœur-le-Grand à Rotangy, en 2017 ; au-delà, pas de date |              |

### Île-de-France
| Nom de la ligne                         | Tronçon concerné                                               | Utilisation actuelle | Utilisation projetée            | Type de travaux               | État du projet             | Date de mise en service | Observations |
| --------------------------------------- | -------------------------------------------------------------- | -------------------- | ------------------------------- | ----------------------------- | -------------------------- | ----------------------- | ------------ |
| Ligne 13 du tramway d'Île-de-France     | Achères-Ville <> Lisière Pereire                               |                      | Tram-train                      | Prolongement et création      | Travaux en cours           | 2028                    |              |
| CDG Express                             | Paris-Est <> Aéroport Charles-de-Gaulle 2 TGV                  |                      | Train Express                   | Création                      | Travaux en cours           | Fin 2026                |              |
| Ligne d'Esbly à Crécy-la-Chapelle       | Crécy-la-Chapelle <> Coulommiers                               |                      | Transilien                      | Création                      | Ébauche[réf. nécessaire]   | Inconnue                |              |
| Ligne de Gretz-Armainvilliers à Sézanne | Coulommiers <> La Ferté-Gaucher                                |                      | Transilien                      | Réouverture                   | Ébauche[réf. nécessaire]   | Inconnue                |              |
| Ligne de Longueville à Esternay         | Provins <> Villiers-Saint-Georges                              |                      | Train touristique ou Transilien | Réouverture                   | À l'étude[réf. nécessaire] | Inconnue                |              |
| Ligne nouvelle Paris - Normandie        | Section prioritaire Paris - Mantes                             |                      | Voyageurs                       | Création d'une ligne nouvelle | À l'étude                  | Horizon 2030            |              |
| Barreau de Gonesse                      | Villiers-le-Bel - Gonesse - Arnouville <> Parc des Expositions |                      | RER                             | Création                      | Projet abandonné en 2018.  | -                       |              |

### Normandie
En plus du projet de création de la ligne nouvelle Paris - Normandie, il y a plusieurs réflexions ou études en cours (en 2024) pour des réouvertures de lignes.
| Nom de la ligne                                                                                               | Tronçon concerné                                                                                  | Utilisation actuelle | Utilisation projetée                                           | Type de travaux                    | État du projet         | Date de mise en service | Observations |
| --- | ------------------------------------------------------------------------------------------------- | -------------------- | -------------------------------------------------------------- | ---------------------------------- | ---------------------- | ----------------------- | --- |
| « Ligne nouvelle Paris - Normandie »                                                                          | Mantes-la-Jolie – Évreux et Rouen – Yvetot (tronçons prioritaires)                                |                      | TER, TGV (Dessertes à grandes distances)                       | Création                           | Étude en cours         | Horizon 2030            | |
| Service express métropolitain de Rouen                                                                        |                                                                                                   | TER                  | SEM                                                            | Création                           | Étude en cours         | —                       | Réunion de lignes existantes avec certaines remises en service voyageur. |
| Ligne de Rouen-Gauche à Petit-Couronne; Ancienne ligne de St Georges Motel à Grand-Quevilly (Rouen - Orléans) | Rouen<>Le Grand-Quevilly, Le Grand-Quevilly<>Elbeuf                                               | FRET                 | LNPN Rouen St Sever - Le Havre SEMR Louviers - Rouen - Elbeuf  | Réouverture aux voyageurs          | Étude en cours         | Horizon 2030            | Dans le cadre de la LNPN, seule la tranchée couverte des quais Cavelier de la Salle et Jean Moulin est concernée. |
| Ligne de Saint-Pierre-du-Vauvray à Louviers                                                                   | Louviers<>Rouen                                                                                   |                      | TER Louviers - Rouen - Le Havre SEMR Louviers - Rouen - Elbeuf | Réouverture (avec électrification) | Étude en cours,        | Horizon 2030            | Création d'un raccordement au Vaudreuil. |
| Ligne d'Évreux-Embranchement à Acquigny                                                                       | Évreux<>Louviers                                                                                  |                      | TER (liaison Évreux – Rouen)                                   | Réouverture et création            | Étude en cours         | —                       | La ligne qui serpente dans la vallée de l'Iton, avec un trop grand nombre de PN à remettre en service, traversant une zone classée "Natura 2000", et ayant par ailleurs été déferrée entre Gravigny et Hondouville, serait reconstruite le long de la RN 154. |
| Ligne d'Évreux-Embranchement à Quetteville                                                                    | Glos - Montfort <>Quetteville                                                                     |                      | TER (liaison Glos - Montfort – Honfleur)                       | Réouverture                        | Étude en cours         | —                       | |
| Ligne de Pont-l'Évêque à Honfleur                                                                             | Quetteville <> Honfleur                                                                           |                      | TER (liaison Glos - Montfort – Honfleur)                       | Réouverture                        | Étude en cours         | —                       | |
| Ligne de Caen à Cerisy-Belle-Étoile                                                                           |                                                                                                   |                      | TER (liaison Caen – Flers)                                     | Réouverture                        | Étude en cours         | —                       | Le long de la voie verte existante qui serait maintenue |
| Ligne de Motteville à Saint-Valery-en-Caux                                                                    |                                                                                                   |                      | TER                                                            | Réouverture aux voyageurs          | Étude en cours         | —                       | |
| Ligne de Bréauté - Beuzeville à Gravenchon-Port-Jérôme                                                        |                                                                                                   |                      | TER (liaison Le Havre – Gravenchon-Port-Jérôme)                | Réouverture aux voyageurs          | Étude en cours         | —                       | |
| Ligne du Havre-Graville à Tourville-les-Ifs                                                                   | Rolleville <> Les Ifs                                                                             |                      | TER                                                            | Réouverture                        | Aucune étude en cours  | —                       | Section Le Havre <> Rolleville appartenant au tram du Havre |
| Ligne de Pontorson au Mont-Saint-Michel                                                                       |                                                                                                   |                      | TER                                                            | Réouverture                        | Aucune étude en cours. | —                       | |
| Ligne de Évreux à Verneuil-sur-Avre                                                                           | Évreux<Breteuil>Verneuil par Prey (réouverture en partie) ou Évreux<Breteuil>Verneuil par Conches |                      | TER\Tram-Train                                                 | Réouverture\Création               | Projet proposé         | —                       | |

### Nouvelle-Aquitaine
Il y a en 2024, plusieurs études en cours pour des réouvertures de lignes, en-dehors du grand projet ferroviaire pour le Sud-Ouest qui consiste en la création de lignes nouvelles à grande vitesse d'ici 2030 (LGV Bordeaux-Espagne, LGV Bordeaux-Toulouse), qui pourront potentiellement libérer des sillons pour augmenter la capacité en circulation de TER sur tout le réseau TER Nouvelle-Aquitaine.
| Nom de la ligne                                                                    | Tronçon concerné            | Utilisation actuelle | Utilisation projetée | Type de travaux | État du projet                                                                                                   | Date de mise en service    | Observations                                                                                             |
| ---------------------------------------------------------------------------------- | --------------------------- | -------------------- | -------------------- | --------------- | --- | -------------------------- | --- |
| Ligne de Chartres à Bordeaux-Saint-Jean                                            | Niort <> Thouars            | fret                 | TER et fret          | Réouverture     | Réouverture de la ligne de fret Parthenay - Saint-Varent effectuée Aucune étude en cours sur le trafic voyageurs | Décembre 2023 pour le fret | Pour le trafic voyageur, la ville de Parthenay s’est portée candidate pour expérimenter les rames TELLi. |
| Ligne de Pau à Canfranc (frontière)                                                | Bedous <> Canfranc          |                      | TER                  | Réouverture     | Études préliminaires et financement en phase de bouclage en vue d'une DUP                                        | Horizon 2028               | Le tronçon Oloron-Sainte-Marie <> Bedous a été remis en service en 2016.                                 |
| Ligne de Fontenay-le-Comte à Benet et partie de la ligne de La Possonnière à Niort | Niort <> Fontenay-le-Comte  |                      | TER                  | Réouverture     | Aucune étude en cours                                                                                            | -                          | |
| Ligne de Penne-d'Agenais à Tonneins                                                | Penne <> Villeneuve-sur-Lot |                      | TER                  | Réouverture     | Aucune étude en cours                                                                                            | -                          | |
| Nouvelle ligne de Bordeaux à Lacanau                                               | À définir                   |                      |                      | Création        | Étude en cours                                                                                                   | -                          | |

### Occitanie
La Région Occitanie a annoncé un vaste plan de développement du transport ferroviaire de 4 milliards d'euros en co-financement avec l'État en 2023 afin de viser 100 000 voyageurs sur son réseau TER d'ici 2030, consistant notamment en l'augmentation du nombre de circulation quotidiennes sur les liaisons les plus fréquentées, comme le Toulouse-Auch à l’horizon 2029, mais aussi de rouvrir des liaisons supprimées.
| Nom de la ligne                                 | Tronçon concerné                                | Utilisation actuelle | Utilisation future | Type de travaux                             | État du projet                                                                       | Date de mise en service | Observations                                                                |
| ----------------------------------------------- | ----------------------------------------------- | -------------------- | ------------------ | ------------------------------------------- | ------------------------------------------------------------------------------------ | ----------------------- | --------------------------------------------------------------------------- |
| Ligne d'Alès à Bessèges                         | Alès <> Bessèges                                | -                    | TER et fret        | Réouverture                                 | Études préliminaires, début des travaux en 2026                                      | 2028                    | Initialement pour 2026, report de 2 ans annoncé en août 2023. Coût : 67 M € |
| Ligne de Nîmes à Givors                         | Avignon <> Pont-Saint-Esprit                    |                      | TER et fret        | Réouverture aux voyageurs (ouverte au fret) | Réouverture effectuée                                                                | 2022                    |                                                                             |
| Ligne de Montréjeau - Gourdan-Polignan à Luchon | Gare de Montréjeau - Gourdan-Polignan <> Luchon | -                    | TER et fret        | Réouverture                                 | Gestion de l'infrastructure transférée à la Région en 2023, travaux en cours en 2024 | 2025                    |                                                                             |
| Ligne de Carcassonne à Rivesaltes               | Quillan <> Rivesaltes Limoux <> Quillan         | -                    | TER et fret        | Réouverture                                 | Phase 1 de l'étude préliminaire                                                      | Inconnue 2025           |                                                                             |
| Ligne de Bon-Encontre à Vic-en-Bigorre          | Bon-Encontre <> Auch                            | -                    | TER et fret        | Réouverture                                 | Projet                                                                               | Inconnue                |                                                                             |
| Ligne de Castelnaudary à Rodez                  | Castelnaudary <> Gare de Revel - Sorèze         | -                    | TER et fret        | Réouverture                                 | Aucune étude en cours                                                                | -                       |                                                                             |
| Ligne d'Elne à Arles-sur-Tech                   | Elne <> Céret                                   | -                    | TER et fret        | Réouverture                                 | Aucune étude en cours                                                                | -                       |                                                                             |
| Ligne de Morcenx à Bagnères-de-Bigorre          | Tarbes <> Mont-de-Marsan                        | -                    | fret               | Réouverture                                 | Projet                                                                               | Inconnue                |                                                                             |
| Ligne de Morcenx à Bagnères-de-Bigorre          | Tarbes <> Bagnères-de-Bigorre                   | -                    | TER et fret        | Réouverture                                 | Projet                                                                               | Inconnue                |                                                                             |
| Ligne de Narbonne à Bize                        | Narbonne <> Bize-Minervois                      | -                    | TER et fret        | Réouverture                                 | Aucune étude en cours                                                                | -                       |                                                                             |
| Ligne de Sévérac-le-Château à Rodez             | Rodez <> Millau                                 | -                    | TER et fret        | Réouverture                                 | Études préliminaires[réf. nécessaire]                                                | 2026 ?                  |                                                                             |

### Pays de la Loire
| Nom de la ligne                                      | Tronçon concerné                                      | Utilisation actuelle | Utilisation future | Type de travaux | État du projet                                                                     | Date de mise en service |
| ---------------------------------------------------- | ----------------------------------------------------- | -------------------- | ------------------ | --------------- | ---------------------------------------------------------------------------------- | ----------------------- |
| Ligne de L'Aubinière à La Suze                       | la Suze <> La Flèche                                  |                      | Tram-train, TER    | Réouverture     | Aucune étude en cours                                                              | -                       |
| Ligne de La Chapelle-Anthenaise à Flers              | Laval <> Mayenne                                      |                      | Tram-train, TER    | Réouverture     | En attente d'une demande des collectivités                                         | -                       |
| Ligne de Blain à La Chapelle-sur-Erdre               | La Chapelle-sur-Erdre <> Treillières                  |                      | Tram-train         | Réouverture     | Projet abandonné (lié au projet d'aéroport du Grand Ouest à Notre-Dame-des-Landes) | -                       |
| Ligne de Vouvant - Cezais à Saint-Christophe-du-Bois | Cholet <> Les Herbiers                                |                      | TER                | Réouverture     | Étude en 2022 mais les résultats n'ont pas été rendus publics.                     | Aucune date annoncée    |
| Ligne de La Possonnière à Niort                      | Cholet <> Bressuire                                   |                      | Tram-train, TER    | Réouverture     | Aucune étude en cours                                                              | -                       |
| Ligne de Sablé à Montoir-de-Bretagne                 | Sablé-sur-Sarthe <> Montoir de Bretagne               |                      | Tram-train, TER    | Réouverture     | Aucune étude en cours                                                              | -                       |
| Ligne de Saint-Hilaire-de-Chaléons à Paimbœuf        | Gare de Saint-Hilaire-de-Chaléons <> Gare de Paimbœuf |                      | TER                | Réouverture     | Projet abandonné en 2013                                                           | -                       |
| Ligne de Segré à Nantes-État                         | Nantes <> Carquefou                                   |                      | Tram-train         | Réouverture     | Aucune étude en cours                                                              | -                       |

### Provence-Alpes-Côte d'Azur
Les phases 1 et 2 du projet de Ligne nouvelle Provence Côte d'Azur à horizon 2030, consistant notamment en la création de nouvelles voies et la création d'une traversée souteraine avec gare nouvelle Marseille Saint-Charles auront un impact significatif avec l'augmentation de capacité de circulation des services TER autour de l'agglomération Aix-Marseille et de l'étoile de Toulon.
| Nom de la ligne                     | Section concernée                     | Utilisation projetée | Utilisation future | Type de travaux                                 | État du projet                                                                                              | Date de mise en service |
| ----------------------------------- | ------------------------------------- | -------------------- | ------------------ | ----------------------------------------------- | --- | ----------------------- |
| Ligne d'Aubagne à La Barque         | Aubagne <> La Bouilladisse            |                      | Tramway            | Pose de voie tramway sur plateforme réhabilitée | Travaux en cours (v. tramway d'Aubagne)                                                                     | Mai 2026                |
| Ligne nouvelle Provence Côte d'Azur | Marseille-Saint-Charles <> Nice-Ville |                      | TGV, TER           | Création d'une ligne nouvelle                   | Travaux préparatoires connexes en cours sur la ligne Marseille-Vintimille. Enquête publique en cours (2022) | 2026-2035               |
| Ligne de Carnoules à Gardanne       | Carnoules <> Gardanne                 |                      | TER et fret        | Réouverture voyageurs                           | Abandon, néanmoins mentionnée dans les projets à long terme du SCOTT d'Aix                                  | -                       |
| Ligne de Cheval-Blanc à Pertuis     | Cheval-Blanc <> Pertuis               |                      | TER et fret        | Réouverture voyageurs                           | À l'étude[réf. nécessaire]                                                                                  | Inconnue                |
| Ligne de Rognac à Aix-en-Provence   | Rognac <> Aix-en-Provence             |                      | TER et fret        | Réouverture voyageurs                           | Inscrit au contrat de plan État-Région 2015-2020. Aucune étude en cours.                                    | -                       |
| Ligne de Saint-Auban à Digne        | Château-Arnoux-Saint-Auban <> Digne   |                      | TER                | Réouverture                                     | Abandon : les 96 M€ (étude de 2012) sont jugés trop onéreux par le conseil régional et départemental.       | -                       |